# Chimerhachiberotha acrasarii
Chimerhachiberotha acrasarii  (лат.) — ископаемый вид сетчатокрылых насекомых из рода Chimerhachiberotha семейства Rhachiberothidae. Обнаружены в нижнемеловых (неоком) ливанских янтарях Азии (Mdeyrij-Hammana, Casa Baabda, Ливан).
Вид был впервые описан в 2005 году французским палеоэнтомологом Андре Нелем  с соавторами (André Nel; Национальный музей естественной истории, Париж).
Вместе с другими ископаемыми видами сетчатокрылых насекомых, такими как Gallosemidalis eocenica, Spinoberotha mickaelacrai, Alloberotha petrulevicii, Alboconis cretacica, Oisea celinea, Eorhachiberotha burmitica, Phthanoconis burmitica, Glaesoconis baliopteryx, Retinoberotha stuermeri, Paraberotha acra являются одними из древнейших представителей Neuroptera, что было показано в 2007 году американскими палеоэнтомологами Майклом Энджелом (Engel M.) и Дэвидом Гримальди (Grimaldi D. A.).